# فتة حمص
فتة الحمص، وتسمى في لبنان تسقية، هي طبق شامي مشهور في سوريا ولبنان وفلسطين و الاردن مؤلف من طبقة من الحمص المسلوق جيدا والمثوم مغطى بطبقة سميكة من مكسرات الخبز المحمص أو المقلي ويضاف فوقه لبن الزبادي المملح. وللتزيين، يضاف على وجه اللبن الصنوبر المقلي بالزبدة أو السمن. كما يمكن إضافة اللحم المفروم المبهر بالبهار الحلو والمقلي بدهنه.

## الفتة السورية
تشتهر مدينة دمشق بأنواع فتات الحمص. ومن تميزها خلط الحمص المطحون مع اللبن وخفقهما معا جيدا. كما يضيفون السوريون إليها قطع اللحم المطبوخ )مقلى أو مسلوق). كما يمكن أي يضيفوا «الكوارع» وهي أقدام الغنم المطبوخة.

## الفتة الفلسطينية
الفتة في المطبخ الفلسطيني هي نفسها في السوري بفارق إضافة وخلط الطحينة مع اللبن.كما أنها لا تُسقَّى بالسمنة مثل الفتة السورية وقلما تضاف لها اللحمة المفرومة —الفتة اللبنانية، ونسمى «تسقية»، هي أبسط الأنواع المصنوعة من مكسرات الخبز والحمص المسلوق واللبن.

## المعلومات الغذائية
تحتوي وجبة الفتة بالحمص (600غ تقريباً)، بحسب موقع شهية، على المعلومات الغذائية التالية:
- السعرات الحرارية: 779
- الدهون: 34
- الدهون المشبعة: 13
- الكوليسترول: 65
- الكاربوهيدرات: 88
- البروتينات: 38

## معرض الصور

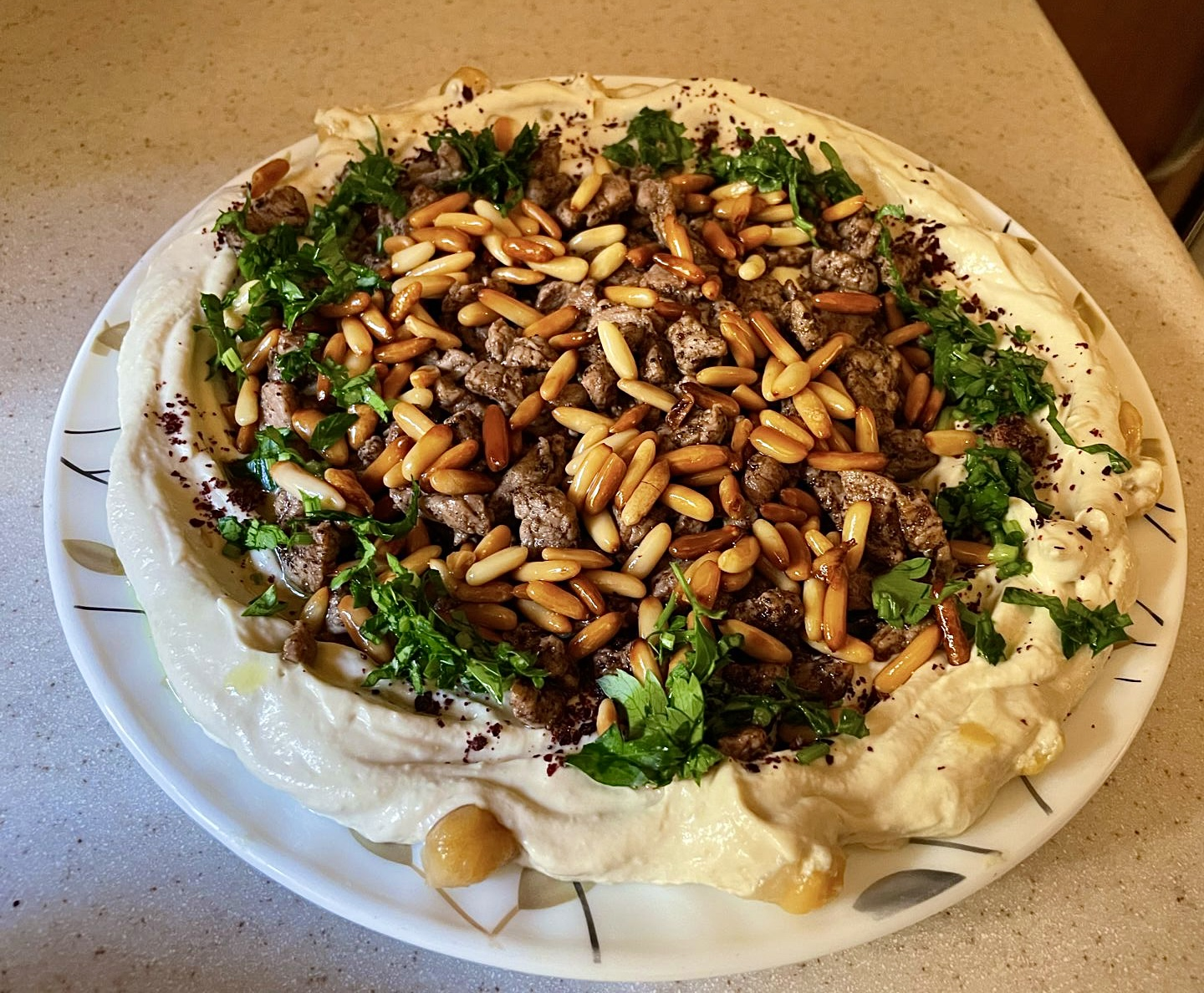
فتة حمص مع اللحم والصنوبر المقلي.
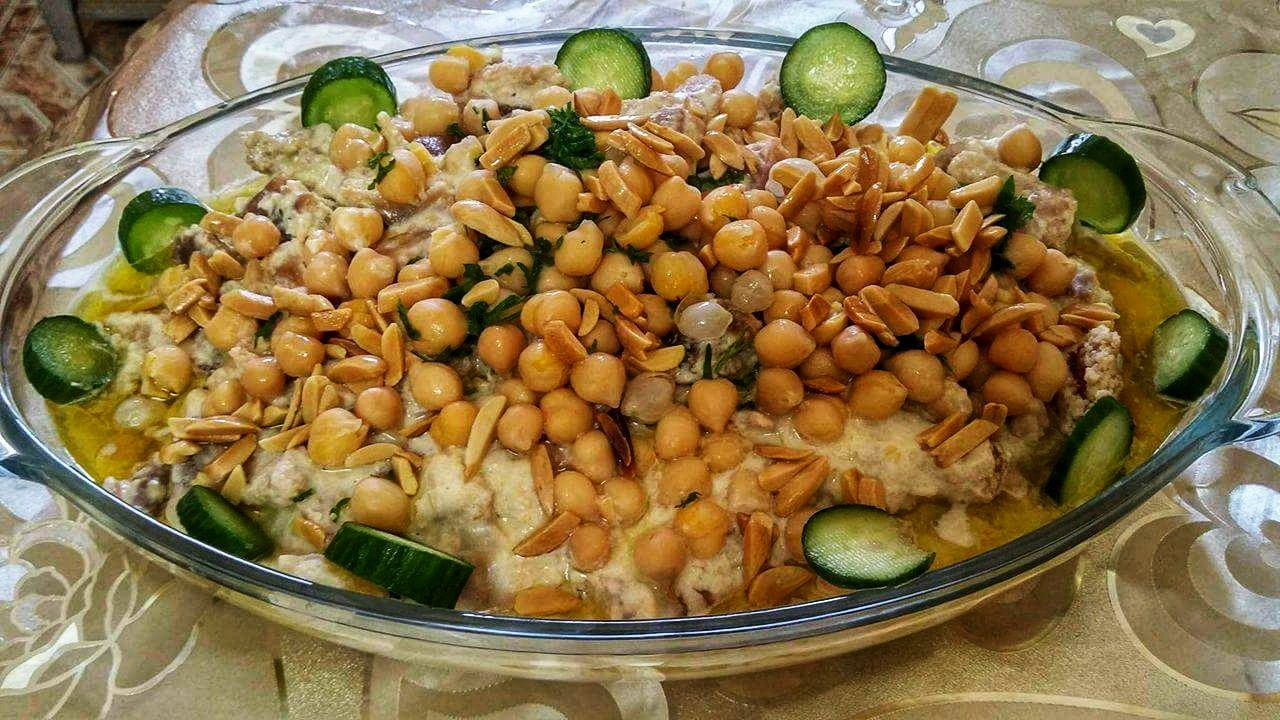
فتة حمص مع اللوز المقلي.
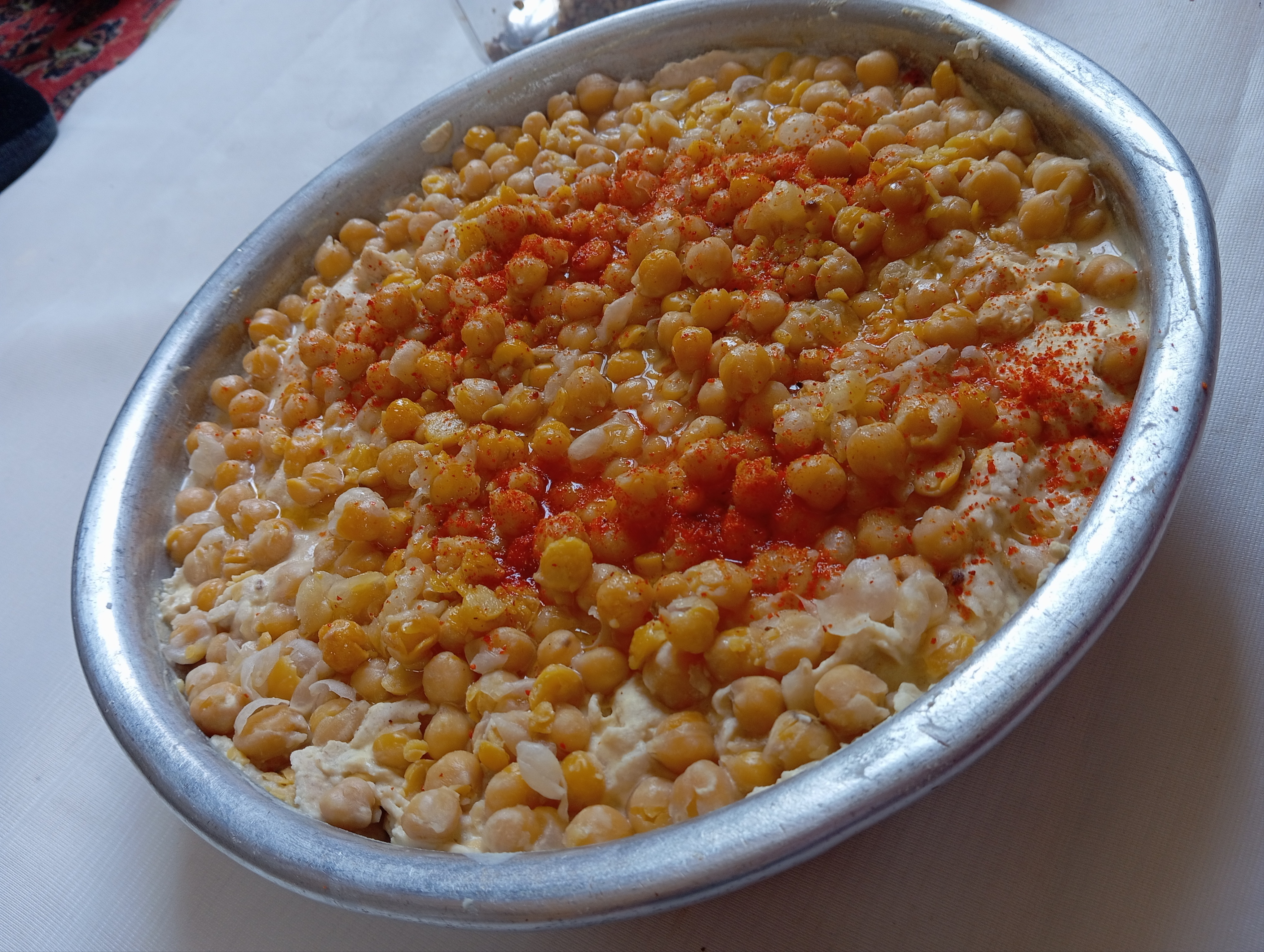
فتة حمص سورية بدون لحم.
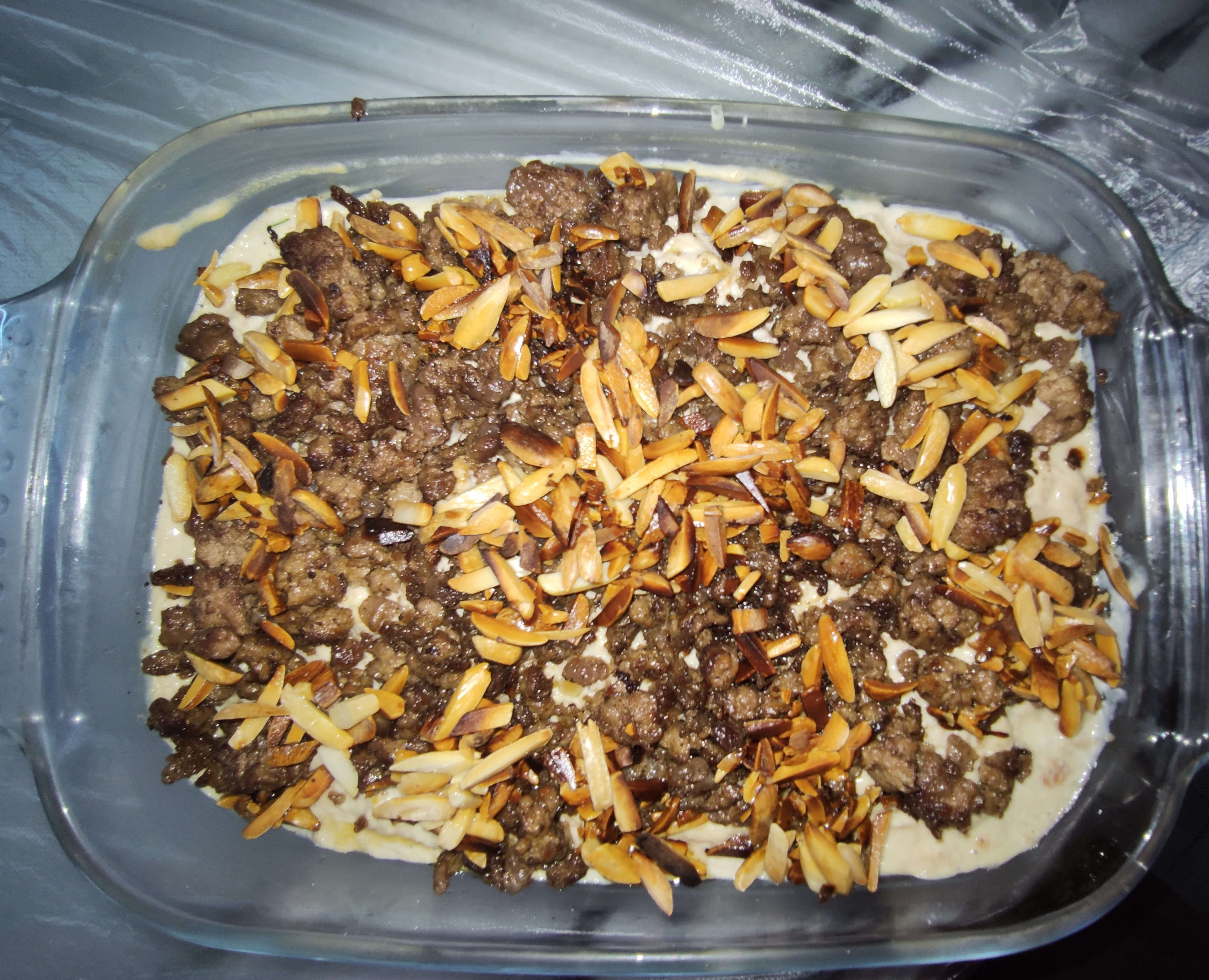
فتة حمص (تسقية).